# Нагибино (Кировская область)
Нагибино — поселок в составе Опаринского района Кировской области. 

## География
Находится на расстоянии примерно 14 километров по прямой на юг-юго-восток от районного центра поселка Опарино у железнодорожной линии Котлас-Киров.

## История
С 1939 года лесопункт Нацменовский. В 1950 году учтено 87 дворов и 354 жителя. С 1978 года поселок Нагибино. В 1989 году было учтено 10 жителей. До 2021 года входил в Вазюкское сельское поселение Опаринского района, ныне непосредственно в составе Опаринского района.

## Население
Постоянное население  составляло 8 человек (русские 75%) в 2002 году, 5 в 2010.